# Springwasser
Springwasser ist ein Märchen. Es ist in den Irischen Elfenmärchen der Brüder Grimm an Stelle 23 enthalten, die sie 1825 aus Fairy legends and traditions of the South of Ireland von Thomas Crofton Croker übersetzten.

## Inhalt
König Cork bei der Stadt Cork hat im Burghof einen Brunnen klarsten Wassers. Als viele Leute kommen, es zu schöpfen, lässt er es einmauern und nur seine Tochter für seinen Gebrauch davon holen. Einmal lädt er alle zu einem großen Ball, die Tochter tanzt mit einem schönen Prinzen. Schließlich muss sie auch Wasser im Goldeimer holen, doch der zieht sie hinab. Der sie begleitende Prinz hat kaum Zeit, dem König zu melden, als das Wasser steigt und den heutigen See von Cork bildet. An seinem Grund geht das Fest jede Nacht weiter, bis jemand den Goldeimer herausholen wird. Das geschah, weil der König das Wasser den Armen verschloss. Manchmal kann man die Stadt unter Wasser sehen.

## Anmerkung
Nach Grimm: Ein Bauer in Westirland erzählte ähnliches, dass man bei günstigem Licht eine prächtige Stadt im See sieht. Giraldus Cambrensis erwähnt im 12. Jahrhundert die Sage vom See Neagh, der eine Quelle war und das Land überschwemmte. Bei Waldron steht eine Sage von der Insel Man, wo ein Taucher eine Stadt unter dem Meer fand. Auch in Deutschland gibt es solche Sagen, z. B. in Grimms Deutsche Sagen Nr. 132 Seeburger See.
Ebenso endet Die versunkene Stadt Ys. Vgl. versunkene Städte wie Vineta, Rungholt.